# Ralf Höller
Ralf Höller (* 11. Januar 1960 in Engelskirchen) ist ein deutscher Historiker, Journalist und Buchautor.

## Leben und Wirken
Höller studierte Anglistik, Geschichte und Pädagogik in Bonn und Edinburgh. Nach einer ersten beruflichen Station bei Reader’s Digest in Stuttgart arbeitete er für mehrere Nichtregierungsorganisationen, unter anderem Aktion Courage e.V. – SOS Rassismus.
Heute lebt Höller als freier Autor in Bonn. Er schreibt Beiträge für Literaturzeitschriften, Tages- und Wochenzeitungen sowie Onlineportale. Fokus seiner journalistischen Arbeit sind die Länder Mittel-, Ost- und Südosteuropas. Höller ist ständiger Mitarbeiter der Lettischen Presseschau und veröffentlicht seine Kulturbriefe in der von Karl-Markus Gauß herausgegebenen Zeitschrift Literatur und Kritik.
In seinen Werken befasst sich Höller mit Außenseitern und Minderheiten und betrachtet historische Ereignisse aus deren Perspektive; etwa die frühneuzeitlichen Bauernkriege, die Räterepublik in Bayern 1918/19, die Kolonialkriege in Südamerika und Nordostafrika oder die Revolutionen und Bürgerkriege in Mexiko, Spanien und der Ukraine.

## Werke
- Der Anfang, der ein Ende war. Die Revolution in Bayern 1918/19, Berlin: Aufbau Verlag, 1999, ISBN 978-3-7466-8043-9
- Der Kampf bin ich. Rebellen und Revolutionäre aus sechs Jahrhunderten, Berlin: Aufbau Verlag, 2001, ISBN 978-3-7466-8054-5
- La battaglia siamo noi: ribelli e rivoluzionari dal sedicesimo secolo (Der Kampf bin ich), Marina di Massa: Clandestine, 2007, ISBN 978-88-89383-70-4
- 50 Mal Rhetorik. Stressfrei reden in wichtigen Standardsituationen, Zürich: Orell Füssli, 2006, ISBN 978-3-280-05163-4
- Was Ihr Chef nicht wissen muss… Das Lexikon für den Büroalltag, Zürich: Orell Füssli, 2008, ISBN 978-3-280-05303-4
- Eine Leiche in Habsburgs Keller. Der Rebell Michael Gaismair und sein Kampf um eine gerechtere Welt, Salzburg: Otto Müller Verlag,  2011, ISBN 978-3-7013-1182-8
- Die Elchyklopädie. Ein Streifzug durch die Zivilisation in 13 Kapiteln, Bad Breisig: Suxxess Factory, 2012, ISBN 978-3-00-040121-3
- Das Wintermärchen. Schriftsteller erzählen die Bayerische Revolution und Räterepublik 1918/19, Berlin: Edition Tiamat 2017, ISBN 978-3-89320-221-8
- als Herausgeber: norbert c. kaser, hier bin ich niemand d. h. ich. Briefe aus Stord. Innsbruck: Haymon 2018, ISBN 978-3-7099-3443-2
- Wolfgang Schmidt, ein deutscher Schriftsteller aus Krumau/Český Krumlov. In: Adalbert Stifter Verein (Hrsg.): Stifter Jahrbuch. Neue Folge 34/2020, München 2021, ISBN 978-3-940098-20-7, S. 107–134.
- Die Bauernkriege 1525/26. Vom Kampf gegen Unterdrückung zum Traum einer Republik. Stuttgart-Bozen: Kohlhammer-Raetia 2024. ISBN 978-3-17-042093-9